# دولت موقت عراق
دولت موقت عراق توسط ایالات متحده و متحدانش به عنوان دولت سرپرست این کشور ایجاد شد. وظیفهٔ این دولت ادارهٔ عراق تا زمانی بود که پیش‌نویس قانون اساسی این کشور با انتخابات مجلس ملی این کشور در ۳۰ ژانویه ۲۰۰۵ تهیه شود. این دولت در ۸ تیر ۱۳۸۳ جایگزین حکومت ائتلاف موقت (و شورای حکومتی موقت عراق) شد. کمتر از یک سال بعد در تاریخ ۱۳ اردیبهشت ۱۳۸۴ جای خود را به دولت انتقالی عراق داد.

## ساختار
دولت موقت عراق توسط ایالات متحده، سازمان ملل متحد، اتحادیه عرب و کشورهای زیادی به عنوان دولت حاکم کل عراق شناخته شد. ایالات متحده همچنان قدرت دفاکتو (غیررسمی) در عراق بود و منتقدان، دولت موقت را بازیچهٔ ایالات متحده و سایر کشورهایی می‌دانستند که نیروهایشان هنوز در عراق حضور داشتند. مسئولان ائتلاف اعلام کردند که در صورت تقاضای دولت موقت نیروهایشان را از این کشور بیرون خواهند برد ولی این دولت هیچ تقاضایی در این مورد نکرد.

### قانون و رئیس دولت
رئیس این دولت نخست‌وزیر ایاد علاوی و معاون وی شخصیتی پرنفوذ و کاریزماتیک به نام برهم صالح بود. رئیس تشریفاتی حکومت رئیس‌جمهور غازی مشعل عجیل الیاور بود. همهٔ آن‌ها در مراسمی عمومی در تاریخ ۸ تیر ۱۳۸۳ برای بار دوم سوگند یاد کردند. آن‌ها کمی قبل در حضور پل برمر، حاکم ائتلاف موقت عراق سوگند خورده بودند. در آن جلسه برمر رسماً اوراق قانونی انتقال قدرت را به مدحت محمود، رئیس دیوان عالی کشور تحویل داد.
دولت موقت عراق در نبود یک قانون اساسی دائمی تحت قانون اداره کشور عراق در دوره انتقالی کار کرد.
علاوی عضو سابق شورای حکومتی موقت عراق بود. این شورا وی را به عنوان نخست‌وزیر عراق برای تحویل گرفتن قدرت از آمریکا تا برگزاری انتخابات ملی که قرار بود در اوایل ۲۰۰۵ برگزار شود انتخاب کرده بود. هر چند بسیاری بر این باورند که انتخاب وی با توصیهٔ اخضر ابراهیمی نمایندهٔ ویژهٔ سازمان ملل در عراق بوده است اما روزنامهٔ نیویورک تایمز گزارش داد که ابراهیمی از روی اکراه و تنها پس از فشار مقامات ایالات متحده از جمله پل برمر این کار را کرده است. دو هفته بعد ابراهیمی استعفای خود را به دلیل «خستگی و مشکلات شدید» اعلام کرد. علاوی در افکار عمومی به عنوان یک شیعهٔ میانه‌رو شناخته می‌شود که به دلیل صبغهٔ سکولار و دوستی‌اش با ایالات متحده برای این سمت انتخاب شد. با این حال رسانه‌ها تصویر را مخدوش کرده و وی را دست‌نشانده‌ی واشنگتن می‌دانند.

## اعضای دولت موقت
این اعضا در ۸ تیر ۱۳۸۳ منصوب شدند:
- رئیس‌جمهور: غازی یاور (رئیس قبیله‌ای اهل سنت)
- معاون رئیس‌جمهور: ابراهیم جعفری (حزب الدعوه اسلامی)
- معاون رئیس‌جمهور: روژ شاه ویس (حزب دموکرات کردستان)
- نخست‌وزیر: ایاد علاوی (جنبش وفاق ملی)
- معاون نخست‌وزیر در امنیت ملی: برهم احمد صالح (اتحادیه میهنی کردستان)
- وزیر خارجه: هوشیار زیباری (حزب دموکرات کردستان)
- وزیر دارایی: عادل عبدالمهدی (مجلس اعلای اسلامی)
- وزیر دفاع: حازم شعلان خزاعی (کنگره ملی عراق)
- وزیر کشور: فلاح حسن النقیب
- وزیر نفت: ثامر غضبان
- وزیر دادگستری: مالک دوهان الحسن
- وزیر حقوق بشر: بختیار امین
- وزیر برق: ایهم السامرایی
- وزیر بهداشت: علاءالدین عبدالصاحب علوان
- وزیر ارتباطات: محمد علی حکیم
- وزیر مسکن: عمر فاروق سالم دملوجی
- وزیر امور عامه: نسرین مصطفی برواری
- وزیر علم و فناوری: رشاد مندان عمر
- وزیر برنامه‌ریزی: مهدی الحافظ
- وزیر بازرگانی: محمد الجبری
- وزیر ورزش و جوانان: علی فائق غضبان
- وزیر ترابری: لوی حاتم سلطان العریس
- وزیر امور استان‌ها: وائل عبداللطیف
- وزیر امور زنان: نرمین عثمان
- وزیر مهاجرت و پناهندگان: پاسکال اشو ورده
- وزیر آبیاری: لطیف رشید
- وزیر کار: لیلا عبداللطیف
- وزیر آموزش: سامی احمد مظفر
- وزیر آموزش عالی: طاهر خلف جبر بکا
- وزیر کشاورزی: سوسن علی شریف
- وزیر فرهنگ: مفید محمد جواد جزائری
- وزیر صنعت: حاجم حسنی
- وزیر مشاور: قاسم داوود
- وزیر مشاور: محمود فرهاد عثمان
- وزیر مشاور: عدنان جنابی